# 보컬로이드 키보드
보컬로이드 키보드(영어: Vocaloid Keyboard)는 보컬로이드 신디사이저가 내장된 물리적인 MIDI 키보드이다. 숄더 키보드 형태의 상업용 제품은 2017년 12월에 출시되었다.

## 정보
보컬로이드 키보드는 VY1 보컬을 사용하여 설계되었다. 이는 30가지 미디 사운드를 생성할 수 있는 NSX-1 소스 칩이라는 LSI 사운드 생성기인 eVocaloid 제품군에 속한다. VY1의 경우 NSX-1 칩 "eVY1"을 사용한다. 
첫 번째 프로토타입은 2012년 3월 정보처리학회의 INTERACTION에서 공개되었다.
검은색, 흰색, 분홍색 세 가지 색상의 37건반 숄더 키보드 형태의 상업용 프로토타입은 2015년 일본의 여러 행사에서 공식적으로 공개되었다.
이 숄더 키보드는 2015년 일본의 세 곳의 조이사운드 가라오케에서 연주할 수 있었다.
2015년에는 녹색 Megpoid 버전도 Think MIDI에서 공개되었고, 보라색 유즈키 유카리 버전은 VOCALOMAKETS의 니코니코 라이브 방송에서 소개되었다.
최초의 상업용 모델 VKB-100은 2017년 12월에 출시되었다. VKB-100은 2018년 굿 디자인 어워드를 수상했다. 또한 GOOD DESIGN BEST 100에 선정되었다.